# Горбунов, Лев Владимирович
Лев Владимирович Горбунов — сержант Вооружённых Сил СССР, участник войны в Афганистане, погиб при исполнении служебных обязанностей, кавалер ордена Красной Звезды (посмертно).

## Биография
Лев Владимирович Горбунов родился 19 февраля 1968 года в городе Братске Иркутской области. После окончания средней школы № 26 в родном городе уехал в город Киев, где поступил на учёбу в Киевский институт инженеров гражданской авиации.
2 июля 1986 года Горбунов был призван на службу в Вооружённые Силы СССР Жовтневым районным военным комиссариатом города Киева. После прохождения первоначального обучения в ноябре того же года он был направлен в Демократическую Республику Афганистан, где к тому времени уже на протяжении почти семи лет велись активные боевые действия. Принимал участие в боях против формирований моджахедов, будучи командиром огнемётного отделения.
30 января 1988 года во время разгрома афганской группировки, оказавшейся в окружении, Горбунов со своим подразделением участвовал в отражении её попытки прорваться из кольца. Отделение огнемётчиков, которым он командовал, было придано разведывательному подразделению. Выдвинувшись во фланг противнику, он выстрелами из огнемёта подавил три огневые точки, чем обеспечил успешный исход боя. В разгар того сражения рядом с ним разорвалась мина, осколками которой сержант Лев Владимирович Горбунов был смертельно ранен.
Похоронен на новом кладбище в Падунском районе города Братска Иркутской области.
Указом Президиума Верховного Совета СССР сержант Лев Владимирович Горбунов посмертно был удостоен ордена Красной Звезды.

## Память
- В честь Горбунова названа улица в городе Братске Иркутской области[3].
- Мемориальная доска в память о Горбунове установлена на здании Братской средней общеобразовательной школы № 21[4].
- В память о Горбунове в Братске ежегодно проводятся турниры по волейболу.